# Musica e parole (Loredana Bertè)
Musica e parole è un brano appartenente al repertorio della cantante italiana Loredana Bertè, pubblicato il 29 febbraio 2008 dall'etichetta discografica NAR International.
Il brano, composto da Alberto Radius, Oscar Avogadro e dalla stessa Bertè (che ne ha scritto il testo), ha partecipato alla 58ª edizione del Festival di Sanremo, ma è stato escluso dalla gara già il giorno successivo alla prima esibizione, poiché è risultato essere un plagio de L'ultimo segreto, brano accreditato a Radius (per la musica) e Avogadro (per i versi), i cui diritti editoriali del quale risultano appartenere alla N.A.R. La canzone, incisa da Ornella Ventura nel 1988, si differenzia dal brano in oggetto solo per parte del testo, riportando le stesse parole nel ritornello e la stessa melodia. Gli autori Radius e Avogadro, tuttavia, hanno sostenuto di non ricordarsi che il brano fosse già stato inciso.
Ciononostante, la canzone si è comunque aggiudicata il Premio della Sala Stampa Radio e Tv, e la Bertè ha ottenuto di poter esibirsi fuori gara nella serata dei duetti, insieme a Ivana Spagna; in quest'occasione si è presentata con delle manette ai polsi in segno di protesta, annunciando più volte di volersi ritirare dalla musica per far altro in futuro.
Contemporaneamente alla partecipazione della cantante alla manifestazione, è stato pubblicato il singolo, che ha raggiunto la ventesima posizione nella classifica italiana.
Il brano è stato inserito nell'album Bertilation.
Alcuni mesi più tardi, la canzone è stata ripubblicata in una nuova edizione, che comprendeva il duetto con Ivana Spagna effettuato da studio, e altre due versioni.

## Tracce
1. Musica e parole - 3:00

versione EP
1. Musica e parole (Rap Version) (con Ivana Spagna) - 3:51
2. Musica e parole (Rap Version) - 3:51
3. Musica e parole - 3:07

## Classifiche
| Classifica (2008) | Posizione raggiunta |
| ----------------- | ------------------- |
| Italia            | 20                  |